# Семиозёрский лес
Семиозёрский лес (тат. Семиозёрка урманы) — памятник природы регионального значения, расположенный в Высокогорском и Зеленодольском районах Республики Татарстан.

## История создания
Лесной массив по левому берегу реки Солонки к юго-западу от деревни Берновые Ковали Зеленодольского района и к северу от села Семиозёрка Высокогорского района Татарской АССР (ныне — Республики Татарстан) Советом министров региона 26 декабря 1986 года был выделен в особо охраняемую природную территорию и наделён статусом памятника природы.

## Флора и фауна
На территории памятника природы произрастают коренные хвойно-широколиственные леса с елью и сосной с липовым, берёзовым и осиновым подростами; в подлеске преобладают лещина, бересклет, жимолость; в травяном покрове — сныть, пролесник, осока волосистая.
Среди занесённых в Красную книгу Республики Татарстан видо встречаются костенец постенный, гнездовка настоящая, пыльцеголовник красный, любка двулистная, венерин башмачок настоящий, дремлик тёмно-красный, воронец красноплодный, волчеягодник обыкновенный, грушанка зеленоцветковая, пупочник завитой. Указывавшиеся в XIX веке Сергем Коржинским башмачки крупноцветковый и крапчатый, горечавка лёгочная и голокучник Роберта в настоящее время не отмечаются.
Среди животных, включённых в региональную Красную книгу, отмечается козодой обыкновенный.

## Историческая и религиозная ценность
Памятник природы представляет также историческую ценность — на его территории частично сохранились постройки Семиозёрского монастыря XVII века. Местом паломничества православных верующих является и имеющийся здесь «Святой ключ».